# 원추 (남송)
원추(중국어 정체자: 袁樞, 간체자: 袁枢, 병음: Yuán shū 위안수[*], 1131년~1205년)는 중국 남송의 역사가, 관료이다. 《자치통감》을 사건 전개를 중심으로 고쳐 쓴 《통감기사본말》의 저자로 잘 알려져 있다.